# یورگن هنیگ
یورگن هنیگ (آلمانی: Jürgen Hennig؛ زادهٔ ۵ مارس ۱۹۵۱) یک شیمی‌دان اهل آلمان است.